# Ligament tibio-patellaire médial
Le ligament tibio-patelaire médial est un ligament de l'articulation fémoro-tibiale. 

## Description
Le ligament patello-tibial médial est situé entre le bord médial de la patella et le tibia. Il fait partie du rétinaculum médial de la patella.